# فلمل
شهر فلمل (به فرانسوی: Flémalle) در شهرستان لیئژ  در استان لیئژ  در منطقه فدرال والوون در کشور بلژیک واقع شده‌است.